# Cimetière militaire belge d'Eppegem
Le cimetière militaire belge d'Eppegem est un cimetière militaire situé Brusselsesteenweg à Eppegem, un village de l'entité de Zemst.

## Caractéristiques
Ce cimetière a une superficie de 22 ares. Y reposent 228 soldats belges tombés lors de la Première Guerre mondiale. Des 228 tombes, 46 appartiennent à des soldats non-identifiés. Les soldats qui reposent dans ce cimetière sont tombés durant le siège d'Anvers du 24 au 26 août 1914.

## Sources
- (nl) Adjudant-major Rudy Laforce, Verbroedering van de Genie van het Cavaleriekorps en de Gepantserde Genie, no 129, 53e année, 2e trimestre 2004.

- (nl) Cet article est partiellement ou en totalité issu de l’article de Wikipédia en néerlandais intitulé « Belgische militaire begraafplaats van Eppegem » (voir la liste des auteurs).